# Florian Varin
Pour les articles homonymes, voir Varin.
 (novembre 2021).
Florian Courtay-Prime, né Florian Varin le 14 octobre 1991 à Dinard en (Ille-et-Vilaine) et surnommé « Le routard du viol » ou « Le violeur à la gueule d'ange », est un criminel reconnu coupable de viols, d'agressions sexuelles avec menace de mort et tentative de meurtre. Il a sévi un peu moins d'un an de décembre 2011 à novembre 2012, dans les régions ouest et sud-ouest de la France.
Le jeune homme accostait les jeunes filles au petit matin aux abords des discothèques, dans les centres-villes, à la patinoire ou encore sur des sites de rencontre. Il se présentait tantôt comme capitaine de soirée, bénévole d’association pour aider les jeunes à rentrer chez eux ou simplement comme étant en « galère », sollicitant l’aide ou s'efforçant de susciter la pitié chez ses futures victimes. Une fois leur confiance obtenue, Florian Varin prenait ses victimes au piège, à leur propre domicile ou dans des chemins de campagne isolés.
Son modus operandi commence par demander un « câlin » à la victime avant de devenir extrêmement violent. Il pratique sur les victimes masturbations, pénétrations digitales, vaginale et anale, éjaculations sur le corps de la victime et fellations. Il enregistre également certains viols en contraignant par menace la victime à simuler sa jouissance, soit par fantasme soit pour se constituer des preuves face à la police.
Il est arrêté à la suite du viol et de la tentative de meurtre commise sur une victime de Toulouse. L’instruction permet de relier les six autres victimes au dossier.

## Biographie
Né le 14 octobre 1991 à Dinard (Ille-et-Vilaine), Florian Varin passe une enfance sans problèmes selon ses grands-parents maternels. Il est décrit au procès comme un enfant « plein de vie ». En septembre 2002, les parents divorcent : c’est lui qui dénonce à son père l’adultère de sa mère. Celle-ci décide de ne prendre sous sa garde que son frère ainé et sa petite sœur. Il est alors hébergé tantôt chez ses grands-parents maternels, tantôt chez sa grand-mère paternelle, tantôt chez son père en Région Parisienne, en Belgique ou à La Rochelle. Dès 2006, il séjourne chez ses grands-parents maternels en Ille-et-Vilaine. Ces derniers indiquent avoir mis à sa disposition un studio indépendant dans leur maison et lui avoir acheté sa première voiture.
Il aurait très mal vécu l’indifférence et l’ignorance de sa mère. Lors du troisième procès, sa grand-mère explique à la barre qu’il avait ressenti une cassure maternelle très importante, ajoutant que, petit, il disait qu’il lui en voudrait toute sa vie et que son rêve, une fois devenu grand, serait « de taper sa mère ». Ses résultats scolaires sont médiocres, mais bien qu’étant vu comme un jeune homme souvent dissipé et agressif et se considérant souvent au-dessus des lois, il obtient un diplôme de mécanique automobile à l’A.F.P.A.
Il n’a cessé de parler devant la Justice de sa capacité à séduire, se considérant comme « beau gosse ». Il indique avoir obtenu plus de cent conquêtes et avoir régulièrement recours aux services d’escort girls. Il justifie ses actes par une éducation de la sexualité via les films pornographiques.

## Parcours criminel

### Viol du 10 décembre 2011, au Mans
Le 6 mai 2012, une jeune fille âgée de 19 ans dépose plainte contre un jeune homme prénommé Florian, dont elle avait fait la connaissance à la patinoire de Rennes à la fin de l’année 2011. Celui-ci est parvenu à s’imposer chez elle à force d’une grande insistance, quelques semaines après cette rencontre. Elle lui a précisé qu’il ne se passerait rien entre eux. Pourtant, une fois chez elle, il lui a imposé par la force une relation sexuelle alors qu'elle ne le voulait pas et qu'elle l'avait repoussé fermement. Après le viol, il reste dormir chez la victime. Mis en examen, il indique que la jeune femme était consentante à la relation sexuelle, et refuse toute confrontation par visio-conférence. Il est reconnu coupable pour des faits de viol sur Mlle T. par les Cour d’Assises de Toulouse (2015), Albi (2018) et Montauban (2021).

### Viol du 19 avril 2012, à Plumelec
Entré en contact avec Mlle L. sur le site Badoo, les deux jeunes conviennent de se rencontrer le 19 avril 2012, vers 20 heures 30. Il vient la chercher en voiture au domicile de ses grands-parents. Elle lui demande de rester dans les parages, ne souhaitant pas inquiéter sa grand-mère. Malgré cela, il stationne le véhicule dans un petit chemin de terre parfaitement isolé, lui disant de ne pas s'inquiéter. Il commence alors par tenter de l'embrasser, puis devant son refus, il lui indique qu'elle n'a « pas vraiment le choix ». Elle tente d’appeler au secours à l’aide de son téléphone portable, mais Florian Varin le remarque et redouble de violence. À deux reprises, lorsque la victime tente de se défendre, il l’étrangle à deux mains. Il lui impose une relation sexuelle, en lui maintenant les poignets et en lui écrasant la gorge avec son avant-bras, tout en lui imposant de feindre qu'elle aimait ce qu'il lui faisait. Florian Varin enregistre discrètement la scène avec son téléphone portable. Il ramène Mlle L. en voiture au domicile de ses grands-parents et lui demande de garder le silence. Il contacte sa victime quelques jours plus tard pour lui proposer un nouveau rendez-vous, et lui envoyer l’enregistrement audio qu’il détient, et dont elle apprend alors l’existence.
Identifié grâce à sa ligne téléphonique, il est entendu dans le cadre d’une garde à vue en avril 2012, à la suite de la plainte de Mlle L., déposée dans la soirée de l’agression, mais la procédure, dans un premier temps, est classée “sans suite”.
Devant le juge d'instruction, il affirme qu’il s’agissait d’une relation consentie, maintenant sa position lorsque le juge lui faisait remarquer qu'à l'écoute de l'enregistrement, on l'entendait dire "tu fais ce que je veux parce que tu n'as pas le choix", Mlle L. répondant "voilà pourquoi c'est un viol, parce que j'ai pas le choix". Lors de la confrontation, Florian Varin refuse de répondre aux questions au motif que ladite confrontation était organisée en visio-conférence. Il est reconnu coupable pour ces faits de viol sur Mlle L. par les Cour d’Assises de Toulouse (2015), Albi (2018) et Montauban (2021).

### Agression sexuelle et menace de mort du 12 août 2012, à Dompierre-sur-Mer
Le 12 août 2012 vers 5 heures du matin, Mlle D., à la recherche du véhicule familial, est abordée par Florian Varin, se présentant comme membre d'une association aidant les jeunes à rentrer chez eux, et qui, sous prétexte de l'aider à chercher le véhicule, la fait monter dans sa propre auto, une BMW noire. Il quitte le centre-ville de La Rochelle, s'arrête sur un parking désert de Dompierre-sur-Mer en feignant chercher son chemin sur un GPS. Il demande « un câlin » à Mlle D. et lui impose des attouchements sexuels, en la maintenant fermement par la gorge et menaçant de l'étrangler, tout en se masturbant. Elle réussit à s'échapper.
Pendant l’instruction du dossier, Florian Varin indique n’avoir fait qu’embrasser Mlle D. et avoir été entreprenant dans la mesure où « elle ne disait rien ». Il conteste avoir été violent. Lors de la confrontation, il soutient ne pas la reconnaître, disant ne pas avoir de version particulière, n'ayant pas le dossier en main, ni ses déclarations sous les yeux. Il précise ne rien avoir à dire, la confrontation étant organisée en visio-conférence.

### Viol du 16 septembre 2012, à Rennes
Mlle P. dépose plainte au commissariat de Rennes immédiatement après l’agression, en déclarant avoir été violée par un inconnu qui l’avait abordée à la sortie d'une discothèque. Elle précise que le jeune homme, après avoir feint de faire partie d’un groupe de jeunes gens attroupés devant la discothèque et s’étant présenté comme “Sam, Celui qui conduit et qui ne boit pas”  lui avait proposé de la raccompagner chez elle. Il la conduit alors dans un chemin isolé en bordure de rocade. Elle tente de s’enfuir, d’utiliser une bombe lacrymogène, mais il la rattrape et lui impose avec une extrême violence une relation sexuelle après lui avoir demandé « un câlin ». Il l’abandonne sur les lieux, dans le chemin de terre.
Pendant l’instruction, Florian Varin conteste le viol, expliquant qu'il avait vécu le fantasme "de prendre une auto-stoppeuse qui aurait remboursé en nature". Lors de la confrontation le 31 octobre 2013, il indique n'avoir aucun souvenir ni d'elle, ni de ce qui s'était passé tout en décrivant malgré tout une scène sexuelle consentie avec une rencontre d'un soir qui aurait selon lui quand même pu être la partie civile. Il précise même que Mlle P. avait joui, et qu’il pourrait également porter plainte contre elle, celle-ci lui ayant « caressé les testicules ».

### Viol du 14 octobre 2012 à Aytré
Le 14 octobre 2012 au petit matin, Mlle B. rentre chez elle à pied après avoir passé la soirée dans le centre-ville de La Rochelle. Un inconnu l’aborde aimablement, après avoir feint de faire partie d’un groupe de jeunes filles qui passait par hasard, et lui propose de la raccompagner. Elle monte alors dans le véhicule, et Florian Varin la conduit hors de La Rochelle. Il stationne le véhicule dans un chemin de terre, à Aytré. Elle tente d’appeler Police-Secours et de sortir de la voiture mais l’ayant vu faire, il l’immobilise en l'étranglant avec son avant-bras. Il la viole en faisant usage là encore d’une extrême violence, avant de la ramener dans le centre-ville de La Rochelle.
Lors de sa plainte déposée immédiatement après l’agression Mlle B. indique le prénom de "Florian" et communique une partie du numéro d’immatriculation de la BMW noire.

### Viol du 21 octobre 2012, à Niort
Dans la nuit du 21 au 22 octobre 2012 à Niort, Florian Varin viole Mlle B. chez elle, après l'avoir étranglée. La jeune femme indique qu’un dénommé Florian l'avait abordée la veille, en début de soirée à la patinoire de Niort, où elle se trouvait avec une amie, et qu'ils avaient poursuivi la soirée tous les trois. Il était parvenu à force d’une grande insistance à obtenir un rendez-vous avec la jeune femme dans un bar le lendemain en fin d’après-midi, prétextant avoir des problèmes personnels et désirant s’en ouvrir à elle. Se faisant de plus en plus insistant, il parvient à s’imposer au domicile de la jeune femme pour la violer. Faisant usage d’une extrême violence et d’une force inouïe, il étrangle la jeune femme à deux mains pour la maintenir. Il enregistre l’agression avec son téléphone portable, imposant à Mlle B. de feindre le plaisir. Il se rhabille ensuite en pleurant et en déclarant à la victime qu'il était désolé, et qu'ils ne se reverraient plus. Le lendemain, il la contacte par SMS pour la remercier et lui faire savoir qu’il avait suivi ses conseils en allant voir un psychologue.
Pendant l’instruction, Florian Varin conteste les faits, parlant d'une relation consentie, « avec une petite forme de sadisme ». Il reconnaît avoir enregistré le rapport sexuel avec la jeune femme, précisant qu’il s’agissait là de se constituer la preuve qu'il ne l'avait pas violée, et expliquant une telle méfiance par ce qui s'était passé avec Mlle L. à Plumelec.

### Viol et tentative de meurtre  du 4 novembre 2012 à Toulouse
Au petit matin du 4 novembre 2012, après avoir passé la soirée dans le centre-ville de Toulouse, Mlle Marie Le Vacon rentre à pied chez une amie qui l’héberge pour le week-end. Parvenue dans le hall de l’immeuble, elle est abordée par un inconnu dans la rue, qui d'abord feint de lui demander son chemin, puis lui demande de le laisser dormir dans le hall car il est "en galère". Après un nouveau refus, il lui demande alors un câlin, qu'elle refuse également. Il lui frappe alors très violemment le visage à coups de poing jusqu’à ce qu’elle perde connaissance. La victime reprend conscience sur le dos dans le fond du hall, l’agresseur à califourchon sur elle et l’étranglant de ses deux mains. Il la viole alors, et elle perd à nouveau connaissance sous l’effet de la strangulation. Pendant l’agression, Florian Varin décroche par deux fois le portable de la victime, précisant calmement à son amie qui s'inquiète que Mlle L.V. est aux toilettes, et qu’elle arrivera rapidement à son domicile. Mlle L.V. reprend connaissance dans un conteneur à ordures dans le local poubelle de l'immeuble. Elle porte plainte le jour même.
Les recherches menées par la police de Toulouse permettent rapidement la mise en évidence du profil génétique et par suite l'identification de Florian Varin, grâce à un prélèvement effectué sur la poignée intérieure du local poubelle. Il est interpellé le 8 novembre 2012, devant le domicile de sa mère, à Saint-Jean de l’Union, près de Toulouse. Placé en garde à vue, il nie les faits lors de sa première audition, déclarant ne se souvenir de rien. Durant sa deuxième audition, il finit par reconnaître l'ensemble des faits, notamment qu'il lui avait « serré le cou » avec ses mains, que cela lui avait fait perdre connaissance, et que la croyant morte, il l'avait mise dans un container poubelle avant de prendre la fuite, ayant pris soin de dérober le sac à main de sa victime pour «éviter que ses empreintes digitales n’apparaissent ». Pendant la confrontation avec Mlle L.V., Florian Varin nie de nouveau le viol et prétend ne pas avoir voulu la tuer,, justifiant ses déclarations en garde à vue " par la pression des policiers". Il est placé en détention provisoire.

## Procédure judiciaire

### Demandes de remise en liberté
Pendant la durée de la procédure et jusqu'à son procès en première instance, Florian Varin a introduit de façon répétées des demandes de remise en liberté, une première fois le 24 avril 2014, puis le 18 juillet 2014, et à nouveau les 14 octobre 2014, 04 décembre 2015, 25 février 2015 et enfin le 19 mai 2015, toutes demandes successivement refusées.
Dans l’attente de son troisième procès, en mars 2021, Florian Varin formule une nouvelle demande de remise en liberté. En avril 2021, celle-ci est également rejetée par la chambre de l’instruction de la Cour d’Appel de Toulouse.

### Procès

#### Première instance
Le premier procès de Florian Varin se déroule du 8 au 12 juin 2015 devant la Cour d’Assises de Toulouse. Il écope d’une peine de 30 ans de réclusion criminelle avec rétention de sûreté, une mesure de placement forcé dans un centre socio-médico-judiciaire après la fin d'une peine criminelle prise à titre exceptionnel, si le détenu présente une menace grave pour la société.
Florian Varin forme immédiatement appel de ce jugement.

#### Appel
Le procès en appel se déroule à Albi du 26 au 30 mars 2018. Il écope à nouveau de 30 ans de réclusion criminelle, mais sans période de sureté,,, cette fois-ci.
Il se pourvoit alors en Cassation, au motif d’un vice de procédure. La Cour de Cassation annule en 2019 le verdict en Appel à Albi, et renvoie l’affaire devant une nouvelle juridiction d'Appel. La nouvelle demande de remise en liberté formulée dans cet intervalle en mars 2021, est à nouveau rejetée en avril par la chambre de l’instruction de la Cour d’Appel.

#### Procès sur renvoi après cassation
Le troisième et dernier procès se déroule du 18 au 22 octobre 2021 devant la Cour d’Assises de Montauban (Tarn et Garonne). Après 5 jours de procès, l’avocat général, David Sénat, requiert une peine de 30 ans, assorti de 22 ans de sureté. Le verdict final tranche pour 28 ans de réclusion criminelle assortis d'une période de sûreté de 18 ans de sureté. Cette peine est également assortie d’une obligation de suivi socio judiciaire d'une durée de 10 ans,,.

## Changement de nom
En 2023, Florian Varin fait changer son patronyme pour Courtay-Prime, celui de sa mère, auprès de l’état civil.

### Ouvrages
- Alizée Vincent, Sœurs de plainte : Une enquête intime sur les liens entre covictimes (Essais et Documents), Éditions Broché, paru le 02 octobre 2024.
- David Sénat, Avocat général - Porter l'accusation (Essais et Documents), Éditions Broché, paru le 28 mai 2025

### Émissions radiophoniques
- Jean-Alphonse Richard, L'heure du crime - Florian Varin : la route du viol, RTL, le 22 avril 2025.
- Christophe Hondelatte, Hondelatte raconte - Florian Varin : le routard du viol - Le Récit, Europe 1, le 27 août 2024.

### Émissions télévisées
- « Florian Varin : le criminel au visage d'ange » le 24 novembre 2021 dans Enquêtes criminelles : le magazine des faits divers sur W9.
- « Florian Varin, le violeur à la gueule d'ange » le 8 octobre 2023 dans Faites entrer l’accusé sur RMC Story.
- « L'affaire Marie Le Vacon : La miraculée accuse » le 9 avril 2022 dans Chroniques Criminelles sur TFX.